# Dècada del 460
La dècada del 460 comprèn el període que va des de l'1 de gener del 460 fins al 31 de desembre del 469.

## Esdeveniments
- Decoració de Yungang
- Els romans contenen els visigots i gals

## Personatges destacats
- Egidi
- Simplici I